# 1977. június 27-i konzisztórium
Az 1977. június 27-i konzisztóriumot VI. Pál pápa hívta össze június 3-án. Összesen 4 új bíborost kreált, mind pápaválasztó (80 év alatti), valamint nyilvánosságra hozta egy „in pectore” kreált bíboros nevét.
| Nº                                         | Ország                 | Név                     | Életkor                | Hivatal                                                |
| Pápaválasztó bíborosok                     | Pápaválasztó bíborosok | Pápaválasztó bíborosok  | Pápaválasztó bíborosok | Pápaválasztó bíborosok                                 |
| ------------------------------------------ | ---------------------- | ----------------------- | ---------------------- | ------------------------------------------------------ |
| 1                                          | Olaszország            | Giovanni Benelli        | 56                     | a Firenzei főegyházmegye érseke                        |
| 2                                          | Benin                  | Bernardin Gantin        | 55                     | az Igazságosság és Béke Pápai Tanácsa elnök-helyettese |
| 3                                          | Németország            | Joseph Ratzinger        | 50                     | a München-Freisingi főegyházmegye érseke               |
| 4                                          | Olaszország            | Mario Luigi Ciappi O.P. | 67                     | domonkos szerzetespap                                  |
| Nyilvánosságra hozott „in pectore” bíboros |                        |                         |                        |                                                        |
|                                            | Csehszlovákia          | František Tomášek       | 77                     | a Prágia főegyházmegye apostoli kormányzója            |